# Tyler Conklin
Tyler Conklin (* 30. Juli 1995 in Chesterfield Township, Michigan) ist ein US-amerikanischer American-Football-Spieler auf der Position des Tight Ends. Aktuell spielt er für die Los Angeles Chargers in der National Football League (NFL).

## Frühe Jahre
Conklin wurde im US-Bundesstaat Michigan geboren, wo er auch aufwuchs. Er besuchte die L’Anse Creuse High School North in Macomb Township, an der er in der Football- und Basketballmannschaft aktiv war. Dort war er ein herausragender Sportler in beiden Mannschaften. So konnte er in seinem dritten Jahr an der Schule mit seiner Basketballmannschaft das Final Four der Class A erreichen, scheiterte dort jedoch im Halbfinale an der Saginaw High School, bei dem Spiel konnte er 22 Punkte erzielen. Nach seinem letzten Jahr wurde er zum Macomb County Player of the Year gewählt. Nach seinem Highschoolabschluss nahm Conklin zunächst ein Angebot der Northwood University aus Midland, Michigan, an, und erhielt dort ein Basketballstipendium. Allerdings wurde er an der Schule nicht glücklich und kam insgesamt nur in sieben Spielen als Backup auf der Position des Guards zum Einsatz, ehe er die Schule und sein Stipendium verließ.
Daraufhin bekam er ein Angebot der Central Michigan University aus Mount Pleasant, Michigan, im nächsten Semester dort als Walk-on Teil des Footballkaders zu sein. Zunächst trainierte er dort als Wide Receiver, wechselte aber später die Position und wurde als Tight End eingesetzt. Während der folgenden Saison 2014 durfte er jedoch aufgrund von Wechselregularien der Liga nur trainieren und wurde in keinem Spiel eingesetzt. In den folgenden drei Jahren kam er dafür in insgesamt 28 Spielen zum Einsatz und konnte dabei den Ball für 1159 Yards und 11 Touchdowns fangen. In seinem letzten Jahr verpasste er jedoch die ersten fünf Spiele aufgrund einer Verletzung. In seiner Zeit an der Universität konnte er mit seinem Team drei Bowl-Spiele erreichen, die jedoch allesamt verloren wurden. Außerdem wurde er nach der Saison in den Senior Bowl 2018 berufen.

## NFL
Beim NFL Draft 2018 wurde Conklin in der 5. Runde an 157. Stelle von den Minnesota Vikings ausgewählt. Sein NFL-Debüt konnte er direkt am 1. Spieltag der Saison 2018 beim 24:16-Sieg gegen die San Francisco 49ers geben, bei dem er auch einen Pass für 6 Yards von seinem Quarterback Kirk Cousins fangen konnte. Am 3. Spieltag stand er bei der 6:27-Niederlage gegen die Buffalo Bills erstmals in der Startformation der Vikings und konnte einen Pass für 7 Yards fangen. Am 15. Spieltag konnte er beim 41:17-Sieg gegen die Miami Dolphins 2 Pässe für insgesamt 53 Yards fangen. Insgesamt kam er in seinem Rookie-Jahr in allen 16 Spielen zum Einsatz, jedoch war er größtenteils Backup auf der Tight-End-Position. Er war dreimal Starter und konnte insgesamt 5 Pässe für 77 Yards fangen. Auch in der Saison 2019 erhielt er nicht nennenswert mehr Einsatzzeiten. Gerade in der ersten Saisonhälfte wurde er kaum eingesetzt, dies änderte sich allerdings in der 2. Saisonhälfte. Da die Minnesota Vikings in dieser Saison 10 Spiele gewannen und nur 6 verloren, konnten sie sich für die Playoffs qualifizieren. Dort gab Conklin in der 1. Runde beim 26:20-Sieg nach Overtime gegen die New Orleans Saints sein Debüt, bei dem er jedoch keinen Pass fangen konnte. Beim Spiel gegen die San Francisco 49ers in der 2. Runde konnte er jedoch einen Pass für 5 Yards fangen, das Spiel verloren die Vikings jedoch mit 10:27.
Auch in der Saison 2020 bekam er erst in der 2. Saisonhälfte signifikante Spielzeit. So konnte er bei der 27:33-Niederlage gegen die Chicago Bears am 15. Spieltag insgesamt drei Pässe für 57 Yards fangen, bis dahin sein Karrierehöchstwert. Außerdem konnte er seinen ersten Touchdown nach einem Pass von Cousins erzielen. In der Saison 2021 entwickelte er sich zum Stammspieler als Tight End der Vikings. Bereits am 3. Spieltag konnte er beim 30:17-Sieg gegen die Seattle Seahawks den Ball für 70 Yards fangen und so seinen Karrierehöchstwert aus der Vorsaison übertreffen. Dazu fing er seinen zweiten Touchdown nach Pass von Cousins. Am 6. Spieltag fing er beim 34:28-Sieg gegen die Carolina Panthers den Ball sogar für 71 Yards und stellte damit einen neuen Karrierehöchstwert auf. Am 10. Spieltag konnte Conklin beim 27:20-Sieg gegen die Los Angeles Chargers sogar zwei Touchdownpässe in einem Spiel fangen. Insgesamt kam Conklin in der Saison in allen 17 Saisonspielen zum Einsatz, nach der Saison wurde er jedoch ein Free Agent.
Am 18. März 2022 unterschrieb er einen Dreijahresvertrag über 21 Millionen US-Dollar bei den New York Jets. Dort wurde er auf Anhieb Stammspieler auf der Position des Tight Ends. So startete er direkt am 1. Spieltag der Saison 2022 bei einer 9:24-Niederlage gegen die Baltimore Ravens, bei der er vier Pässe für 16 Yards sowie seinen ersten Touchdown nach Pass von Joe Flacco fangen konnte. Am 3. Spieltag konnte Conklin bei der 12:27-Niederlage gegen die Cincinnati Bengals insgesamt 8 Pässe für 84 Yards fangen, wodurch er einen neuen Karrierebestwert aufstellte. Am 8. Spieltag konnte er bei der 17:22-Niederlage gegen die New England Patriots die beiden Touchdowns der Jets in diesem Spiel erzielen. Er beendete seine erste Saison bei den Jets mit insgesamt 552 Yards und drei Touchdowns. Somit erreichte er die zweitmeisten Receiving Yards in seinem Team hinter Garrett Wilson. Auch in der Saison 2023 kam er regelmäßig zum Einsatz, musste sich jedoch seine Spielzeiten mit den Tight Ends Jeremy Ruckert und C. J. Uzomah teilen. In 12 der 17 Saisonspiele war jedoch Conklin Starter, er konnte dabei den Ball für 621 Yards fangen und somit erneut die zweitmeisten Receiving Yards hinter Wilson verzeichnen. Allerdings gelang ihm 2023 kein Touchdown.
Dafür gelangen ihm in der Folgesaison gleich vier Touchdowns, was einen neuen Karrierebestwert bedeutete. Dabei konnte er beim 32:20-Erfolg über die Miami Dolphins den 500. Karriere-Touchdownpass von Aaron Rodgers fangen.
Nach drei Saisons für die New York Jets wurde Conklin am 21. März 2025 von den Los Angeles Chargers verpflichtet und mit einem Einjahresvertrag über bis zu 4,5 Millionen US-Dollar ausgestattet. Er erzielte in diesen drei Jahren 1622 Yards Raumgewinn und sieben Touchdowns. Mit 170 Receptions in diesem Zeitraum zählte er zu den Top-Ten-Tight-Ends der NFL und hatte in seiner gesamten NFL-Karriere pro Saison nie mehr als ein Spiel verpasst.

## Karrierestatistiken
| Legende | Legende             |
| ------- | ------------------- |
| Fett    | Karrierehöchstwerte |

### Regular Season
| Saison                             | Team             | Spiele   | Spiele      | Gefangen  | Gefangen | Gefangen     | Gefangen | Gefangen | Fumbles | Fumbles         |
| Saison                             | Team             | Einsätze | als Starter | Passfänge | Yards    | Durchschnitt | Längste  | TD       | Fumbles | davon verlorene |
| ---------------------------------- | ---------------- | -------- | ----------- | --------- | -------- | ------------ | -------- | -------- | ------- | --------------- |
| 2018                               | Vikings          | 16       | 3           | 5         | 77       | 15,4         | 33       | 0        | 0       | 0               |
| 2019                               | Vikings          | 15       | 1           | 8         | 58       | 7,3          | 20       | 0        | 0       | 0               |
| 2020                               | Vikings          | 16       | 2           | 19        | 194      | 10,2         | 30       | 1        | 1       | 0               |
| 2021                               | Vikings          | 17       | 15          | 61        | 593      | 9,7          | 40       | 3        | 1       | 0               |
| 2022                               | Jets             | 17       | 16          | 58        | 552      | 9,5          | 30       | 3        | 2       | 0               |
| 2023                               | Jets             | 17       | 12          | 61        | 621      | 10,2         | 37       | 0        | 0       | 0               |
| 2024                               | Jets             | 16       | 15          | 51        | 449      | 8,8          | 27       | 4        | 0       | 0               |
| Gesamte Karriere                   | Gesamte Karriere | 114      | 64          | 263       | 2544     | 9,7          | 40       | 11       | 4       | 0               |
| Quelle: pro-football-reference.com |                  |          |             |           |          |              |          |          |         |                 |

### Postseason
| Saison                             | Team             | Spiele   | Spiele      | Gefangen  | Gefangen | Gefangen     | Gefangen | Gefangen | Fumbles | Fumbles         |
| Saison                             | Team             | Einsätze | als Starter | Passfänge | Yards    | Durchschnitt | Längste  | TD       | Fumbles | davon verlorene |
| ---------------------------------- | ---------------- | -------- | ----------- | --------- | -------- | ------------ | -------- | -------- | ------- | --------------- |
| 2019                               | Vikings          | 2        | 0           | 1         | 5        | 5,0          | 5        | 0        | 0       | 0               |
| Gesamte Karriere                   | Gesamte Karriere | 2        | 0           | 1         | 5        | 5,0          | 5        | 0        | 0       | 0               |
| Quelle: pro-football-reference.com |                  |          |             |           |          |              |          |          |         |                 |